# Nipponeurorthus fuscinervis
Nipponeurorthus fuscinervis är en insektsart som först beskrevs av Nakahara 1915.  Nipponeurorthus fuscinervis ingår i släktet Nipponeurorthus och familjen Nevrorthidae. Inga underarter finns listade i Catalogue of Life.